# العلاقات الأوزبكستانية اللوكسمبورغية
العلاقات الأوزبكستانية اللوكسمبورغية هي العلاقات الثنائية التي تجمع بين أوزبكستان ولوكسمبورغ.

## مقارنة بين البلدين
هذه مقارنة عامة ومرجعية للدولتين:
| وجه المقارنة                                              | أوزبكستان       | لوكسمبورغ                                                     |
| --------------------------------------------------------- | --------------- | ------------------------------------------------------------- |
| المساحة (كم2)                                             | 448.98 ألف      | 2.59 ألف                                                      |
| عدد السكان (نسمة)                                         | 32.39 مليون     | 599.45 ألف                                                    |
| الكثافة السكانية (ن./كم²)                                 | 72.14           | 231.45                                                        |
| العاصمة                                                   | طشقند           | لوكسمبورغ                                                     |
| اللغة الرسمية                                             | اللغة الأوزبكية | اللغة اللوكسمبورغية، لغة فرنسية، اللغة الألمانية              |
| العملة                                                    | سوم أوزبكستاني  | يورو، فرنك لوكسمبورغ                                          |
| الناتج المحلي الإجمالي (بليون دولار)                      | 48.72 مليار     | 62.40 مليار                                                   |
| الناتج المحلي الإجمالي (تعادل القوة الشرائية) بليون دولار | 190.50 مليار    | 58.13 مليار                                                   |
| الناتج المحلي الإجمالي الاسمي للفرد دولار أمريكي          | 2.13 ألف        | 101.45 ألف                                                    |
| الناتج المحلي الإجمالي للفرد دولار أمريكي                 | 5.57 ألف        | 101.93 ألف                                                    |
| مؤشر التنمية البشرية                                      | 0.675           | 0.892                                                         |
| رمز المكالمات الدولي                                      | +998            | +352                                                          |
| رمز الإنترنت                                              | .uz             | .lu                                                           |
| المنطقة الزمنية                                           | ت ع م+05:00     | توقيت وسط أوروبا، ت ع م+01:00، ت ع م+02:00، أوروبا/لوكسمبورج ‏ |

## منظمات دولية مشتركة
يشترك البلدان في عضوية مجموعة من المنظمات الدولية، منها:
| علم المنظمة | اسم المنظمة                               | تاريخ انضمام أوزبكستان | تاريخ انضمام لوكسمبورغ |
| ----------- | ----------------------------------------- | ---------------------- | ---------------------- |
|             | بنك التنمية الآسيوي                       | 1995                   | 2003                   |
|             | مؤسسة التنمية الدولية                     | 24 سبتمبر 1992         | 4 يونيو 1964           |
|             | يونسكو                                    | 26 أكتوبر 1993         | 27 أكتوبر 1947         |
|             | وكالة ضمان الاستثمار متعدد الأطراف        | 4 نوفمبر 1993          | 29 أغسطس 1991          |
|             | الأمم المتحدة                             | 2 مارس 1992            | 24 أكتوبر 1945         |
|             | الفريق المعني برصد الأرض                  | ?                      | ?                      |
|             | الاتحاد البريدي العالمي                   | ?                      | ?                      |
|             | البنك الدولي للإنشاء والتعمير             | 21 سبتمبر 1992         | 27 ديسمبر 1945         |
|             | الاتحاد الدولي للاتصالات                  | 10 يوليو 1992          | 2 مارس 1866            |
|             | منظمة حظر الأسلحة الكيميائية              | ?                      | ?                      |
|             | مؤسسة التمويل الدولية                     | 30 سبتمبر 1993         | 4 أكتوبر 1956          |
|             | المركز الدولي لتسوية المنازعات الاستشارية | 25 أغسطس 1995          | 29 أغسطس 1970          |
|             | منظمة الشرطة الجنائية الدولية             | ?                      | ?                      |
|             | منظمة الأمن والتعاون في أوروبا            | 30 يناير 1992          | 25 يونيو 1973          |

## وصلات خارجية
- موقع وزارة الخارجية الأوزبكستانية
- موقع وزارة الخارجية اللوكسمبورغية